# Nils Thomasson
Nils Anton Thomasson, född 19 oktober 1880 i Myssjö, Jämtland, död 28 november 1975 i Åre, var en svensk-samisk fotograf.

## Biografi
Nils Thomasson var en same som var verksam i Jämtland och Härjedalen under 1900-talets första hälft som renägare och fotograf, och han efterlämnade en fotosamling på 30 000 bilder. Många av dessa fotografier finns i Jämtlands läns museums bildarkiv, och är numera tillgängliga via Internet.
Han intresserade sig tidigt för fotografering, och efter utbildning till fotograf i Gävle återvände han hem till födelsebyn Kövra och öppnade fotoateljé i faderns gård. Thomasson fotograferade därefter familjer, bröllop och andra högtider. Men det var främst som fjällfotograf han blev mest känd över hela Sverige, och även utomlands. 
År 1904 fick han stipendium av Svenska Turistföreningen för en bild av Hällingsåfallet. Sitt stora genombrott fick han efter att han börjat fotografera Åre med omnejd, och han flyttade till Åre för gott år 1916. 

### Familj
Nils Thomasson var son till Thomas Andersson (f.1839 i Norge-d.1906 i Svedje i Myssjö) och Brita Maria Johansdotter (f. 1836 i Oviksfjällen- d. 1892). 
Nils Thomassons äldre syster Lisa Thomasson var en på sin tid berömd sångerska, som turnerade under namnet Lapp-Lisa. Han var far till den alpina skidåkaren Sarah Thomasson och forskaren och samepolitikern Lars Thomasson samt farfar till kommunalpolitikern i Östersund Karin Thomasson.